# Аксакова, Вера Сергеевна
Ве́ра Серге́евна Акса́кова (7 (19) февраля 1819, с. Ново-Аксаково,  Бугурусланский уезд, Оренбургской губернии — 24 февраля (7 марта) 1864, Москва) — общественный деятель, мемуаристка.
Дочь писателя Сергея Тимофеевича Аксакова. Сестра славянофилов Константина Сергеевича и Ивана Сергеевича Аксаковых.

## Биография
Воспитывалась дома (с 1826 – в Москве). Восприняв умонастроение своего брата К. Аксакова, стала ревностным пропагандистом славянофильских идей, одним из идейных вдохновителей движения, в которое в то время входили: А. С. Хомяков, И. В. Киреевский, Ю. Ф. Самарин. Была активным участником, и по сути дела, организатором, литературно-общественного салона в доме Аксаковых в Москве и в подмосковном именье Абрамцево, частыми посетителями которого  были: Н. В. Гоголь, И. С. Тургенев, С. П. Шевырев и многие другие.
Вера Сергеевна всю свою жизнь провела в семейном кругу, заботясь о родных и близких. Деятельно помогала своему отцу Сергею Тимофеевичу Аксакову в его работе над «Историей моего знакомства с Гоголем». Когда он к концу своей жизни практически потерял зрение, записывала под диктовку его сочинения.
Сохранился её «Дневник за 1854 — 1855 гг.» (1-е из: СПб., 1913, неоднократно издавался в дальнейшем), который содержит ценнейшие материалы, о жизни и быте семьи Аксаковых, литературных нравах того времени и об отношении славянофилов к переломным историческим событиям тех лет.